# Chytriomyces vallesiacus
Chytriomyces vallesiacus är en svampart som beskrevs av Persiel 1960. Chytriomyces vallesiacus ingår i släktet Chytriomyces och familjen Chytridiaceae.   Inga underarter finns listade i Catalogue of Life.